# Tchořovice
Tchořovice (německy Torschowitz, v místním nářečí Tchorouce) jsou obec v okrese Strakonice v Jihočeském kraji. Leží asi pět kilometrů západně od Blatné. Žije zde 236 obyvatel.
Obec se rozprostírá na obou březích Hořejšího a Dolejšího rybníka, kterými protéká Smolivecký potok. Západně od obce se nachází přírodní rezervace Hořejší rybník, nad ním byla do roku 2010 též přírodní rezervace Nový Rybník u Lnář, východně pak přírodní rezervace Dolejší rybník.

## Historie

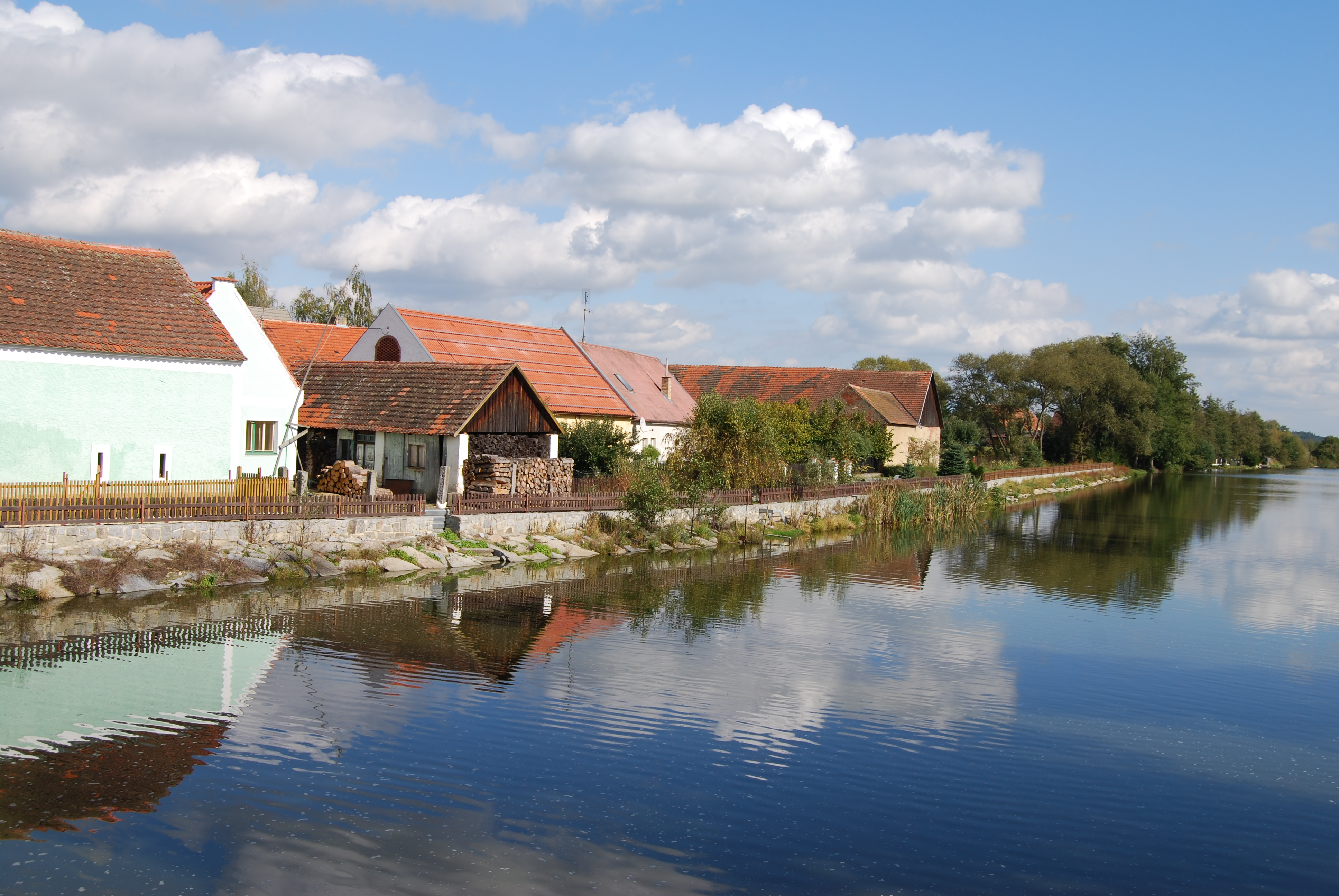
Dolejší rybník

První písemná zmínka o vesnici pochází z roku 1321. Vesnice patřila johanitům ze Strakonic, pro které ji spravoval purkrabí připomínaný roku 1402. Od roku 1372 pochází zprávy o vladyckém roku z Tchořovic, jehož příslušníci si ve vsi založili tvrz Tchořovice.
Někdy mezi lety 1408 až 1409 zakoupil tvrz se statkem Vilém z Vartenberka a ze Zvířetic, jenž vesnici zanechal jako dědictví svým potomkům, kteří ji drželi až do sedmdesátých let 15. století. Roku 1473 změnila vesnice majitele, když ji získal Jan Starší z Bešin a následně pak Bohuslav Muchek z Bukova, jehož rod dokázal obec udržet ve svém vlastnictví až do roku 1653, kdy byla koupena Adamem Matyášem z Trautmansdorffu a připojena ke Lnářům.
Dolejší rybník vznikl až dodatečně po vzniku vesnice, jak dokládá náves, která je nyní rozdělena do dvou částí na obou březích horní části Dolejšího rybníka.
Obec velmi poškodila povodeň v roce 2002.

## Obyvatelstvo
| Rok            | 1869 | 1880 | 1890 | 1900 | 1910 | 1921 | 1930 | 1950 | 1961 | 1970 | 1980 | 1991 | 2001 | 2011 | 2021 |
| -------------- | ---- | ---- | ---- | ---- | ---- | ---- | ---- | ---- | ---- | ---- | ---- | ---- | ---- | ---- | ---- |
| Počet obyvatel | 476  | 484  | 478  | 509  | 493  | 478  | 409  | 364  | 356  | 288  | 255  | 244  | 228  | 237  | 242  |
| Počet domů     | 66   | 73   | 75   | 79   | 79   | 80   | 87   | 91   | 88   | 90   | 82   | 105  | 112  | 120  | 118  |

## Obecní správa
Mezi lety 1850–1973 byly Tchořovice obcí v okrese Blatná (1869–1950) a později v okrese Strakonice. Od 1. ledna 1974 do 23. listopadu 1990 patřily jako část obce k Lnářím a od 24. listopadu 1990 jsou opět samostatnou obcí.
K obci patří také Podtchořovický Mlýn a U Jezírka.
V letech 1850–1879 k obci patřilo Řiště a v letech 1850–1884 také Zahorčice.
Sousedními obcemi sídla jsou Hajany, Lnáře, Kadov, Kocelovice a Blatná.

### Obecní symboly
Znak a vlajka byly obci uděleny rozhodnutím předsedkyně Poslanecké sněmovny Parlamentu České republiky dne 24. února 2011.

## Společnost

### Školství
Děti z Tchořovic chodily do školy ve Lnářích. V roce 1883 obyvatelé obce žádali žádali zemskou radu o vlastní školu, ale žádosti bylo odpíráno, až jí nakonec bylo vyhověno v roce 1892. Nová budova školy byla otevřena v září 1894, ale protože nebyla zcela dokončena, byla na čtvrt roku pronajata místnost u rolníka Jana Drnka v č. 12. Kolaudační komise schválila stavbu školy 18. prosince a 3. ledna 1895 ji vysvětil P. Alois Majer. U školy vznikla také zelinářská zahrada a letní tělocvična. V roce 1898 se škola rozšířila o druhou třídu. Řídícím učitelem byl jmenován Alois Kellner a působil zde až do své smrti v roce 1914. Do školy chodily pouze děti z Tchořovic. V roce 1913 do školy docházelo 86 dětí – 47 chlapců a 39 dívek. Škola byla zrušena v roce 1963 kvůli malému počtu žáků. V roce 2016 v obci proběhlo setkání žáků bývalé malotřídky k němuž vznikla výstava o historii školy.

## Pamětihodnosti
- Na západním okraji vesnice stojí tvrz Tchořovice založená ve 14. století. Jako panské sídlo sloužila až do poloviny 17. století. Když ztratila svou sídelní funkci, byly budovy tvrze zvýšeny o patro a přestavěny na sýpku.[4]
- Kaple svatého Václava z roku 1878[6]
- Litinový kříž z roku 1884
- Památník obětem první světové války

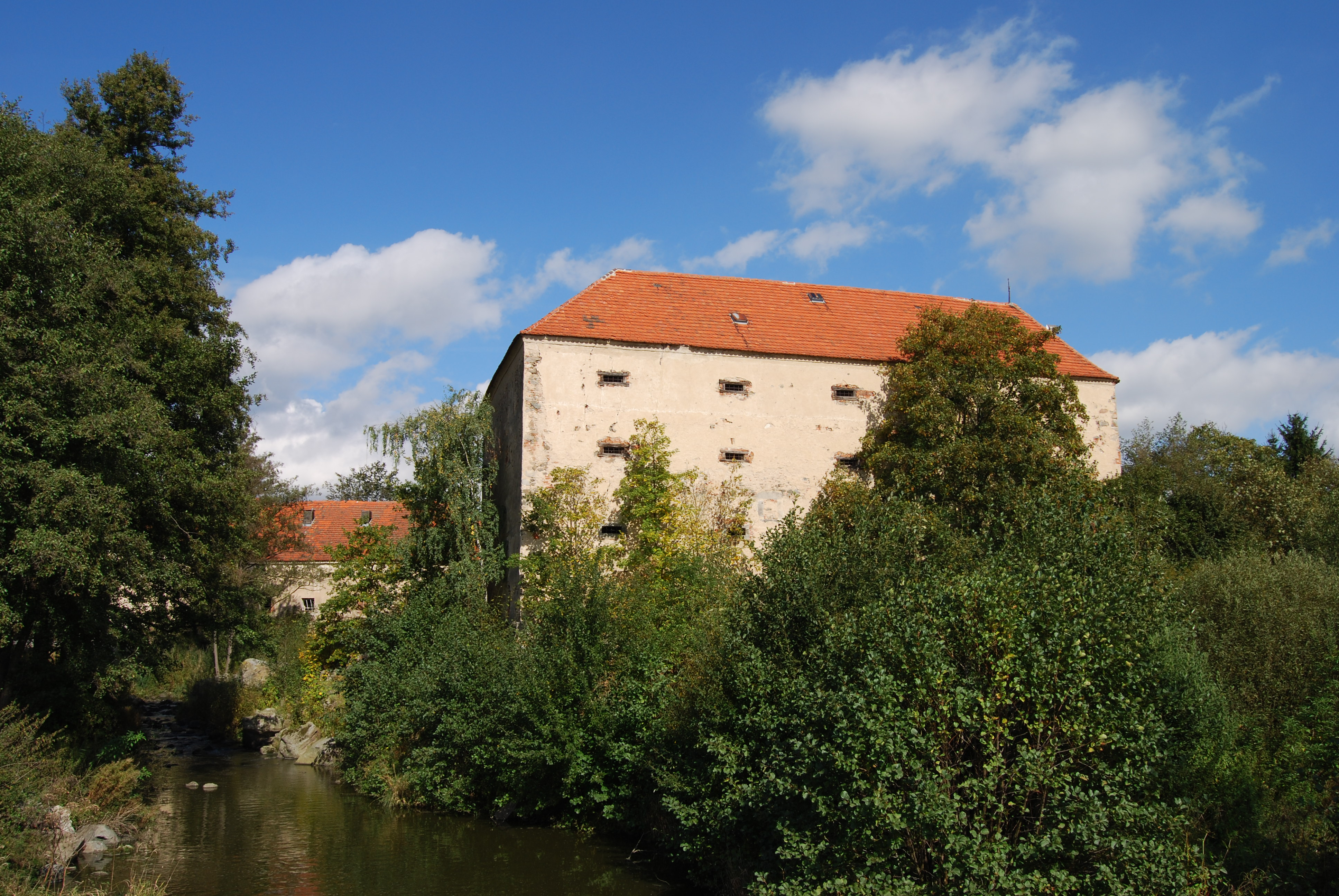
Tvrz Tchořovice

## Doprava

### Dopravní síť
Obcí vede silnice silnice I/20 Karlovy Vary – Plzeň – Nepomuk – Písek – České Budějovice. Do obce dále vedou silnice III. třídy.

### Autobusová doprava 2024
Autobusovou dopravu v obci Tchořovice zajišťují společnosti ČSAD AUTOBUSY České Budějovice a DATA AUTOTRANS. V obci se nachází zastávka Tchořovice. Na silnici I/20 směrem do Blatné se nachází zastávka Tchořovice,Kupcovy. Obec obsluhují autobusové linky 143103, 340303, 380762 a 380769. Autobusová linka 143103 spojuje Prahu, Milín, Mirovice, Blatnou, Horažďovice, Rabí, Sušici, Kašperské Hory, Rejštejn, Modravu a Horskou Kvildu, přičemž obsluhuje i další obce na své trase. Linka 340303 spojuje Jindřichův Hradec se Stráží nad Nežárkou, Třeboní, Lišovem, Českými Budějovicemi, Vodňanami, Protivínem, Sedlicí, Blatnou, Kasejovicemi a Nepomukem, přičemž obsluhuje i další obce na své trase. Linka 380762 vede z Blatné, Chlumu, Hajan a Kocelovic a pokračuje dále do Lnář, Předmíře, Mladého Smolivce a Radošic. Linka 380769 spojuje obec se Lnáři a Předmíří a na druhou stranu s Blatnou a Horažďovicemi, přičemž obsluhuje i další obce na trase.

### Železniční doprava 2024
Územím obce prochází jednokolejná regionální železniční trať 192 Nepomuk–Blatná, která byla uvedena do provozu v roce 1899. V obci se nachází železniční zastávka Tchořovice, kde zastavují osobní vlaky linky S12 v úseku Blatná–Kasejovice a v úseku Kasejovice–Nepomuk jsou na lince P12 Integrované dopravy Plzeňského kraje (IDPK). Tyto vlaky, provozované společností České dráhy, jezdí z Blatné a pokračují dále do Kasejovic a Nepomuku.